# Sword Art Online: Lost Song
Sword Art Online: Lost Song (jap.: ソードアート・オンライン -ロスト・ソング- Sōdo Āto Onrain -Rosuto Songu-) ist ein Computer-Rollenspiel des japanischen Entwicklerstudios Artdink aus dem Jahr 2015 für PlayStation Vita. Es handelt sich um den Nachfolger zu Sword Art Online: Hollow Fragment und basiert wie dieses auf der Light-Novel-Vorlage Sword Art Online und deren Anime-Verfilmung. Anders als der Titel suggeriert handelt es sich nicht um Online-Spiel. 2016 erschien eine Fortsetzung mit dem Titel Sword Art Online: Hollow Realization.

## Beschreibung
Nach den Ereignissen in Sword Art Online: Hollow Fragment möchte Kirito die Spielwelt des MMO ALfheim Online (ALO) erkunden, für die gerade die erste Erweiterung Svart ALfheim veröffentlicht wurde. Er und seine Freunde wollen die ersten sein, die diese Erweiterung vollständig erkunden. Ebenfalls aktiv ist dort die bekannte Sängerin Seven, die Anführerin der Elite-Gilde Shamrock ist und das MMO für ein eigenes soziales Studienprojekt nutzen will. Zwischen ihr und Kirito entwickelt sich eine Rivalität, da Kirito sich ihren Plänen nicht anschließen möchte. Unterstützt wird Kirito u. a. von Sevens älterer Schwester Nijika „Rain“ Karatachi.
Die auffälligste Neuerung zum Vorgänger ist die Möglichkeit, mit seiner Spielerfigur zu fliegen. Damit kann nicht nur die Spielwelt schneller durchquert werden, sondern ein Kampf auch in der Luft ausgefochten werden. Das Spiel besitzt Mehrspieler-Funktionen.

## Entwicklung
Oktober 2014 kündigte Bandai Namco das Spiel zunächst für PlayStation 3 und PlayStation Vita an. Mai 2015 erfolgte die Ankündigung für PlayStation 4. Im November 2018 erschien das Spiel über Steam für Windows.

## Rezeption
Sword Art Online: Lost Song erhielt gemischte Bewertungen.

„Gute Ansätze sind vorhanden, eine gerade für ein J-RPG zu schwache Story und wenig Abwechslung verwehren aber den Wertungs-Höhenflug.“

„Wie gesagt, Sword Art Online: Lost Song ist kein schlechtes Spiel. Es ist nur vollkommen uninteressant. Vielleicht, wenn ihr die Vorlage über alles liebt, dann schafft ihr es euch einzureden dies sei aufregende Unterhaltung. Aber dann könnt ihr für eine ähnliche Erfahrung auch im Kirito-Cosplay zum Park laufen und die nächsten Stunden lieblos auf einen Baum einschlagen, es kommt diesem Spiel sehr nahe. […] Eher würde ich euch zu Tales of Zestiria raten, oder ihr wartet direkt auf das kommende Star Ocean.“

In Japan erreichten beide Fassungen in der ersten Verkaufswoche im März 2015 die Verkaufscharts. Die PSVita-Fassung erreichte Platz 2 mit 139.298 verkauften Kopien. Die PS3-Fassung kam mit 55.090 Exemplaren auf Platz 6. Das entspricht einer Gesamtzahl von 194.388 Kopien. Die PS4-Version (Sword Art Online: Game Director’s Edition) stieg im November 2015 mit 18.342 Kopien auf Platz 7 ein. Januar 2016 betrugen die Verkaufszahlen laut Produzent Yosuke Futami in Japan rund 177.000 (PSVita), 65.000 (PS3) und 18.000 (PS4). In den USA wurden rund 100.000 Kopien und in Europa nochmals 50.000 Kopien verkauft.
Im September 2015 kündigte Bandai Namco die Entwicklung eines weiteren Spiels in der Reihe von Sword Art Online an. Es kam 2016 als Sword Art Online: Hollow Realization auf den Markt.